# عمر بن سليم
عمر بن محمد بن سليم (1299- 1361 هـ / 1881- 1941 م) عالم وداعية وقاضٍ سعودي، له طلاب كُثْر، ترك بعض المؤلفات.

## سيرته
ولد الشيخ عمر بن محمد بن سليم في مدينة بُرَيدة، عام 1299هـ/ 1881م، وفيها تعلَّم القرآن الكريم، والقراءة والكتابة، ثم رحل إلى الرياض، فقرأ على الشيخ عبد الله بن عبد اللطيف آل الشيخ، ثم لازم والده محمد بن سليم.
عُينَ قاضيًا في الأرطاوية من 1330 إلى 1337هـ، ثم في دخنة القريبة من الرَّس. ثم قاضيًا في بُرَيدة حتى وفاته، وعمل مساعدًا لأخيه في القضاء عند تقدُّم سنِّه.

## شيوخه
- محمد بن سليم (والده)، قرأ عليه في الفقه وغيره.
- عبد الله بن عبد اللطيف آل الشيخ، قرأ عليه في العقائد والنحو وغيرها.

## تلاميذه
- محمد بن ناصر العُبُودي، حضر قراءة المشايخ عليه.
- صالح بن إبراهيم البُلَيهِي، قرأ عليه في عدد من العلوم الشرعية.
- صالح بن أحمد الخُرَيصِي، قرأ عليه في أكثر العلوم، وهو شيخ الرحَّالة المؤرِّخ إسماعيل بن سعد العتيق.
- صالح بن عبد العزيز آل عثيمين، صاحب تسهيل السابلة، وهو زائد على كتاب السُّحُب الوابلة.
- محمد بن عبد الله حسين أبا الخيل، صاحب كتاب الزوائد على الزاد.
- عبد الله بن محمد بن حسين أبا الخيل.

وغيرُهم كثير ممَّن تولَّى القضاء أو التدريس.

## وفاته
توفي عمر بن سليم يوم الجمعة 27 ذي الحِجَّة 1362هـ الموافق 24 ديسمبر 1943م، وصُلِّي عليه في الجامع الكبير بمدينة بُرَيدة.

### رثاؤه
رثاه العلماء والأدباء شعرًا ونثرًا، منهم:
- الشيخ حمد بن مزيد، رثاه بقصيدة طويلة أبياتها خمسة وخمسون بيتًا، مطلعها:

- السيِّد عبد الفتاح، ساكن ناحية اليمن، بقصيدة طويلة في نحو خمسين بيتًا، مطلعها:

- عبد المحسن بن عُبيد، بقصيدة طويلة في نحو أربعين بيتًا، مطلعها: